# Халим, Абдул
Абду́л Хали́м (индон. Abdoel Halim; 27 декабря 1911, Букиттинги — 7 июня 1987, Джакарта) — четвёртый премьер-министр Индонезии, национальный герой Индонезии.

## Биография
Абдул Халим родился 27 декабря 1911 года в Букиттинги (Западная Суматра). В возрасте 7 лет, его забрал к себе кузен по матери Абдулла, который был одним из руководителей нефтяной компании BPM (ныне Pertamina) забрал его к себе в Джакарту для получения образования; в Джакарте Халим закончил несколько учебных заведений, в том числе военно-медицинскую академию
Политическая карьера Халима началась после провозглашения независимости Индонезии. Он был четвёртым премьер-министром страны в январе-сентябре 1950 года, министром обороны. Входил в состав Чрезвычайного правительства Республики Индонезия вместе с Джоханнесом Леименой и Мохаммадом Натсиром. Работал врачом, руководил одной из больниц Джакарты с июля 1951 до июля 1961 года. Умер 4 июля 1987 года.
Кроме политики, Абдул Халим профессионально занимался спортом, играл в футбол; в 1927 году участвовал в создании Индонезийской футбольной команды в Джакарте (ныне — футбольный клуб Persija), несколько лет был президентом команды. В 1951—1955 годах был вице-председателем, а затем председателем Олимпийского Комитета Индонезии. Был председателем национального комитета по строительству в Джакарте стадиона Икада в 1952 году. В том же году он возглавил индонезийскую команду на Олимпийских играх.

## Награды
- Национальный герой Индонезии;
- Орден «Звезда Махапутра» 3-й степени.